# Маяк Сальный
Маяк Сальный — упразднённый в 1999 году населённый пункт в Мурманской области России. Входил на момент упразднения в ЗАТО город Полярный (с 2008 года — городской округ ЗАТО Александровск).

## География
Располагался на юго-восточном берегу Кольского залива, на мысе Сальный, напротив острова Сальный между губами Средняя и Ваенга, в 9 км к от Полярного.

## История
Существовал с 1936 года при маяке.
Снят с учёта 03 ноября 1999 года согласно Закону Мурманской области от 03 ноября 1999 года № 162-01-ЗМО «Об упразднении некоторых населенных пунктов Мурманской области».

## Инфраструктура
Маяк.

## Транспорт
Доступен автомобильным и водным транспортом.